# Bac Kan
Bac Kan (em vietnamita: Bắc Kạn) é uma das 63 províncias do Vietname. Situa-se na Região Nordeste do Vietname e sua população, estimada em 2011, era de 298 700 habitantes. A capital da província é a cidade de Bac Kan.